# Liste der Baudenkmale auf den Chatham Islands
Die Liste der Baudenkmale auf den Chatham Islands umfasst alle vom New Zealand Historic Places Trust (NZHPT) als „Historic Place“ oder „Historic Area“ eingestuften Baudenkmale und Flächendenkmale der neuseeländischen  Chatham Islands. Die Angaben stammen aus dem Register des NZHPT. Die Bezeichnungen der Baudenkmale orientieren sich an diesem Register. In die Liste werden auch bekannte Wahi Tapu (Area), kulturell und religiös bedeutsame Stätten und Gebiete der Māori, aufgenommen. Sie werden jedoch meist nicht publiziert.

Im Januar 2013 waren auf den Inseln zehn Bauwerke und Flächendenkmale (einschließlich veröffentlichter  Waihi Tapu) ausgewiesen, davon 4 Historic Places der Kategorie 1, 6 Historic Places der Kategorie 2 und ein Wahi Tapu (WT).
| Bild | Bezeichnung           | Ort                           | Anschrift                                          | Beschreibung                                                      | Bauzeit   | Eintrag            | Nummer | Kat. |
| ---- | --------------------- | ----------------------------- | -------------------------------------------------- | ----------------------------------------------------------------- | --------- | ------------------ | ------ | ---- |
| BW   | Solomon Homestead     | Chatham Island                | Owenga Road, Manukau Point Karte (ungenau)         | Wohnhaus des letzten reinrassigen Moriori, Tommy Solomon († 1933) | 1909/1916 | 21. November 1991  | 5395   | 1    |
| BW   | Nairn House           | Waitangi, Chatham Island      | Maipito Road Karte                                 | Wohnhaus                                                          | 1882–1886 | 21. November 1991  | 5400   | 1    |
| BW   | German Mission House  | Maunganui, Chatham Island     | Waitangi West Road Karte                           | ehem. Wohnhaus mährischer Missionare                              | 1866–1968 | 21. November 1991  | 5401   | 1    |
| BW   | Whaler's Cottage      | Pitt Island                   | Flower Pot - Glory Road, Glory Bay Karte (ungenau) | hölzernes Wohnhaus von Walfängern                                 | 1869      | 22. August 1991    | 5386   | 2    |
| BW   | Hough Cottage         | Waitangi, Chatham Island      | Hospital Road Karte (ungenau)                      | Wohnhaus; ältestes erhaltenes Haus der Insel                      | 1860      | 22. August 1991    | 5387   | 2    |
| BW   | St Augustines Church  | Te One, Chatham Island        | Waitangi-Big Bush Road Karte (ungenau)             | Kirche, anglikanische                                             | 1885      | 22. August 1991    | 5389   | 2    |
| BW   | Whangamarino Woolshed | Chatham Island                | Waitangi Wharf-Owenga Road Karte (ungenau)         | Wollschuppen                                                      | 1870      | 19. September 1991 | 5396   | 2    |
| BW   | Meikle House          | Te One, Chatham Island        | Big Bush Road Karte                                | Wohnhaus                                                          | 1870      | 19. September 1991 | 5397   | 2    |
| BW   | Ponga Whare           | Chatham Island                | Wharekauri Station, Kaingaroa Road Karte           | Wohnhütte                                                         | 1867      | 20. Februar 1992   | 5399   | 2    |
| BW   | Tommy Solomon Statue  | Manukau Point, Chatham Island | Owenga Road Karte                                  | Statue des letzten reinrassigen Moriori, Tommy Solomon († 1933)   | n.a.      | 22. Juni 2009      | 9281   | WT   |